# 只鲁花真
只鲁花真（?—?），元朝女性人物，蒙古人，忽都之妻。
只魯花真二十六岁时，丈夫忽都病亡，他发誓不再改嫁，孝养公公婆婆。又过了二十五年，公公婆婆去世，她尘衣垢面，在墓旁搭建了一个草庐，守墓终身。至元年间，元朝朝廷旌表他的节烈。